# تشويلان (ديناران)
تشویلان (بالفارسية: چویلان) هي قرية تقع في إيران في قسم دیناران الريفي. يقدر عدد سكانها بـ 37 نسمة بحسب إحصاء 2016.